# Maria Theresia Bonzel
Regina Christine Wilhelmine Bonzel (Olpe, 17 de septiembre de 1830-Ibídem, 6 de febrero de 1905), más conocida por su nombre religioso Maria Theresia, fue una religiosa católica alemana y fundadora de la Congregación de las Hermanas Pobres de San Francisco de la Adoración Perpetua. Es venerada como beata en la Iglesia católica.

## Biografía
Regina Christine Wilhelmine Bonzel nació en Olpe (Alemania) en el seno de una familia de comerciantes. Desde su juventud se dedicó al ejercicio de las obras de misericordia. En 1860 recibió la autorización del obispo de Paderborn para fundar una congregación religiosa dedicada a la asistencia de los niños e enfermos pobres. En 1863 la mayor parte de las religiosas se trasladaron a Salzkotten, dando inicio a una nueva congregación. Bonzel por su parte se mantuvo en Olpe y dio al instituto el nombre de Congregación de las Pobres Hermanas Franciscanas de la Adoración Perpetua. El 20 de julio de ese mismo año hizo sus votos religiosos cambiando su nombre por el de Maria Theresia.

## Culto
El 18 de septiembre de 1961 se dio inicio, en Paderborn, al proceso informativo para la beatificación de Maria Theresia. El proceso dipocesano concluyó en 1970 y fue presentado a la Santa Sede. El papa Benedicto XVI la declaró venerable el 27 de marzo de 2010 y el papa Francisco la beatificó el 13 de noviembre de 2013. La ceremonia de beatificación fue presidida por el cardenal Angelo Amato, prefecto de la Congregación para las Causas de los Santos.